# 高見孔二
高見 孔二（たかみ こうじ）は、漫才脚本・台本作家、放送作家、スカイA放送番組審議会委員、関西演芸作家協会副会長。

## 来歴・人物
1976年に開設された大阪シナリオ学校、演芸台本科（当時、喜劇演芸科）第一期卒業生。
以降、漫才作家・足立克己、喜劇作家の檀上茂にそれぞれに師事しながら、『すてきな出逢い いい朝8時』『上方漫才まつり』『笑わなあかん夜』『かんさい珍版瓦版』『シェフにおまかせ!』『MBS新世代漫才アワード』（以上、毎日放送）、『プロポーズ大作戦』『やすしのはちゃめちゃ捕物帖』『わいわいサタデー』『プロジェクトQ（百万馬力枠）』（以上、朝日放送）など数多くの番組を担当。
また、夢路いとし・喜味こいし、横山ホットブラザーズ、レツゴー三匹、太平サブロー・太平シロー、宮川大助・花子、今いくよ・くるよなどの漫才台本をそれぞれ執筆している。
その他、クイズ作家として現在も放送中の『パネルクイズ アタック25』（朝日放送 / 1993年より堤章三に代わってメイン構成）や『アップダウンクイズ』（毎日放送）を手がけていた。

## 手掛けた番組

### 現在
- パネルクイズ アタック25（ABC制作・テレビ朝日系）
- MBS新世代漫才アワード（MBS系）

### 過去
- すてきな出逢い いい朝8時（MBS制作・TBS系）
- 上方漫才まつり（MBS）
- 笑わなあかん夜（MBS）
- かんさい珍版・瓦版（MBS）
- シェフにおまかせ!（MBS）
- アップダウンクイズ（MBS制作・TBS系）
- プロポーズ大作戦（ABC制作・テレビ朝日系）
- やすしのはちゃめちゃ捕物帖（ABC）
- わいわいサタデー（ABC）
- プロジェクトQ（ABC）